# Arthrorhaphis
Arthrorhaphis är ett släkte av lavar. Arthrorhaphis ingår i familjen Arthrorhaphidaceae, klassen Lecanoromycetes, divisionen sporsäcksvampar och riket svampar.
| Arthrorhaphis | \| \| Arthrorhaphis alpina \| \| \| \| \| \| Arthrorhaphis citrinella \| \| \| \| \| \| Arthrorhaphis fuscoreagens \| \| \| \| \| \| Arthrorhaphis grisea \| \| \| \| |
|               | \| \| Arthrorhaphis alpina \| \| \| \| \| \| Arthrorhaphis citrinella \| \| \| \| \| \| Arthrorhaphis fuscoreagens \| \| \| \| \| \| Arthrorhaphis grisea \| \| \| \| |
|               | Arthrorhaphis alpina |
|               | |
|               | Arthrorhaphis citrinella |
|               | |
|               | Arthrorhaphis fuscoreagens |
|               | |
|               | Arthrorhaphis grisea |
|               | |

|  | Arthrorhaphis alpina       |
|  |                            |
|  | Arthrorhaphis citrinella   |
|  |                            |
|  | Arthrorhaphis fuscoreagens |
|  |                            |
|  | Arthrorhaphis grisea       |
|  |                            |

## Bildgalleri

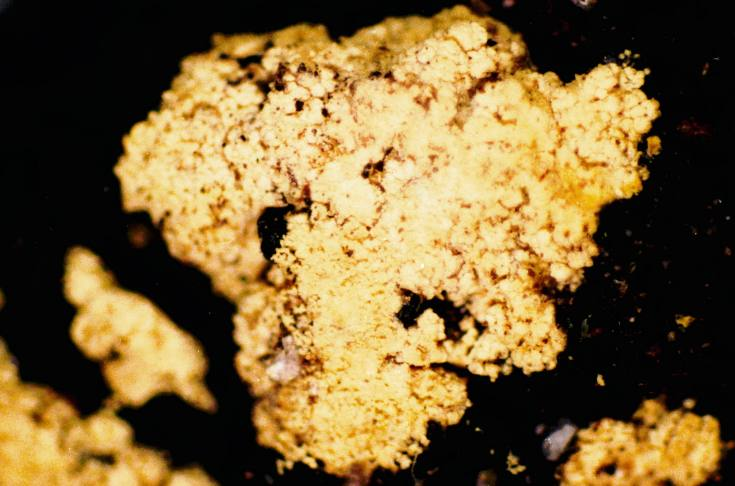
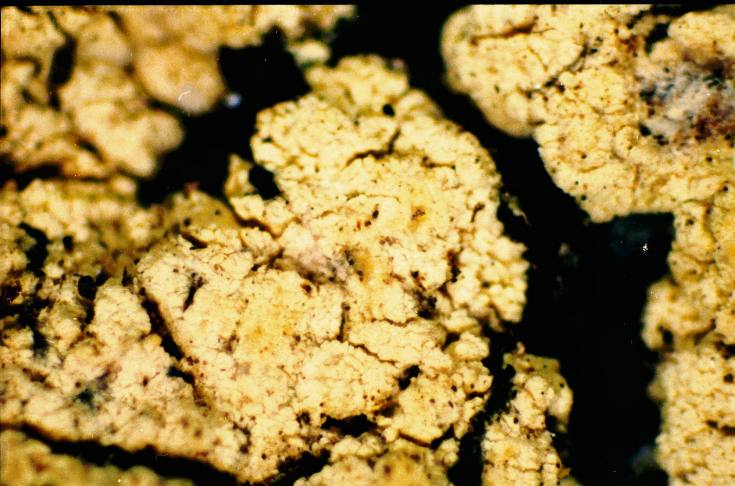